# Dargen D'Amico
Dargen D'Amico, seudónimo de Jacopo Matteo Luca D'Amico (Milán, 29 de noviembre de 1980), es un rapero, cantautor, productor discográfico y disc-jockey italiano, fundador del sello discográfico independiente Giada Mesi junto con Francesco Gaudesi.
El género que toca principalmente ha sido definido irónicamente como "emo rap", lo que sugiere el uso de temas personales e íntimos en su música. A lo largo de los años también se había descrito como un "cantautorap", pero negó esta definición varios años después durante su participación en el podcast Muschio selvaggio.
En 2025 fue el quinto artista con más copias certificadas de sencillos de San Remo en la historia del Festival en la era FIMI.

## Biografía

### Inicios: Sacre Scuole (1999-2000)
Nacido de padres originarios de la isla de Filicudi, desde muy joven participó en desafíos de estilo libre en las calles y en los clubes de Milán usando el nombre artístico inicial Corvo D'Argento (tomado del libro de juego Il mistero del corvo d'argento). En la misma época conoció a Gué Pequeno (con quien asistió al Liceo Ginnasio Giuseppe Parini) y a Jake La Furia, fundando Sacre Scuole y publicando el único álbum de estudio 3 MC's al cubo en 1999.
En 2001 el grupo se disolvió y Gué Pequeno y Jake La Furia fundaron Club Dogo junto al productor Don Joe, publicando dos años después el álbum Mi fist, que incluye la canción Tana 2000, grabada con D'Amico.

### Musica senza musicisti, de vicios y virtudes formales (2006-2008)
Después de la experiencia de la Sacre Scuole, D'Amico se embarcó en una carrera en solitario, publicando su álbum debut Musica senza musicisti en 2006, publicado por Giada Mesi, un sello discográfico independiente que él fundó.
En 2007 D'Amico participó como compositor y colaborador en las canciones del álbum Figli del caos del grupo milanés Two Fingerz, editado por Sony-BMG . Al año siguiente, en 2008, publicó el doble CD en solitario Di vizi di forma virtù, con varios temas. D'Amico habla sobre el trabajo, la sociedad, las dificultades económicas y, en varios fragmentos, su infancia . También comenzamos a notar la fuerte influencia cantautora del artista milanés, fruto de influencias musicales como Lucio Dalla, Franco Battiato y Enzo Jannacci.

### D',CD'y el proyecto Macrobiotics (2010-2011)

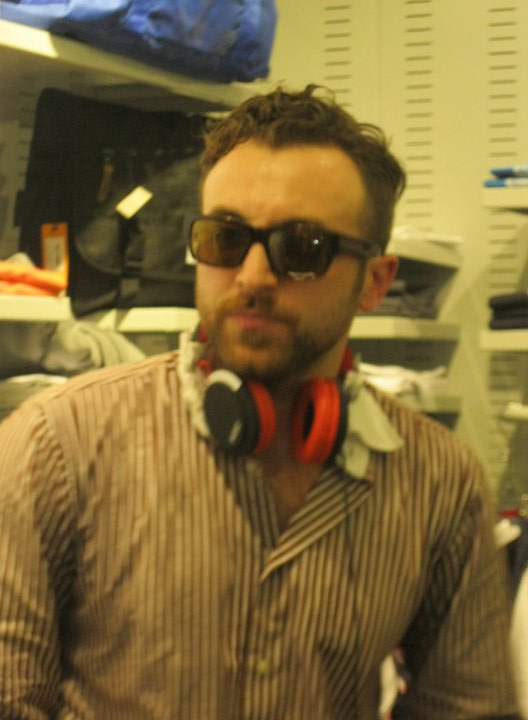
Dargen D'Amico en la fiesta de lanzamiento del CD celebrada en Bolonia el 14 de abril de 2011.

El 2 de junio de 2010 se lanzó para descarga digital el EP D' parte prima, seguido el 8 de octubre por la segunda parte, llamada D' parte seconda. El proyecto utiliza el concepto del amor, visto en diferentes matices. Musicalmente hay una vena cantautora y el uso de vocoder y atmósferas electro . El 1 de abril de 2011 se lanzó el tercer álbum CD', cuyo tracklist está compuesto por las canciones originalmente publicadas en los dos EP con el añadido de cuatro canciones inéditas.
Mientras tanto, D'Amico continúa con las colaboraciones: en marzo sale el álbum Tons of Friends del grupo de electro house Crookers, en el que D'Amico está presente en la versión italiana, cantando junto a Fabri Fibra la canción Festa festa y nuevamente con Fabri Fibra en la canción Insensibile, extraída del álbum Controcultura, lanzado el 7 de septiembre de 2010 y en Quorum, en la canción Nel mio disco, producida por Roofio. A finales de año colaboró en las canciones del álbum doble de Two Fingerz Il disco nuovo/Il disco volante, lanzado en diciembre de 2010.
A principios de 2011 continuó la colaboración con Fabri Fibra, participando en el remix de Tranne te, rapeando una estrofa. El vídeo de la canción, titulado Tranne te e te, fue lanzado el 22 de febrero de 2011.
Junto al DJ milanés Nic Sarno, en enero de 2011 lanzó en la web el álbum Balerasteppin, que pretende crear un nuevo género musical, Balerasteppin, en el que se retoman y reinterpretan las letras y la música de canciones italianas y extranjeras más o menos famosas (desde Fabrizio De André a Loredana Bertè y desde Rustie a Samo Soundboy), combinando la música de cantautor con los sonidos de la música electrónica. El 14 de octubre de 2011, el dúo lanzó el sencillo Solo un demo en iTunes Store, y el videoclip relacionado se publicó el 25 de octubre.
También en 2011 colaboró con Marracash y Rancore en la canción L'Albatro, extraída de Roccia Music II, mixtape del rapero milanés que anticipó al Rey del rap. En el mismo período, colaboró en el álbum Thori; Rocce, un álbum de los productores Don Joe y Shablo lanzado en junio de 2011, en el tema Guarda bene, junto a Chief, Reverendo y Mixup.

### Nostalgia instantáneayVivere aiuta a non morire(2012-2013)

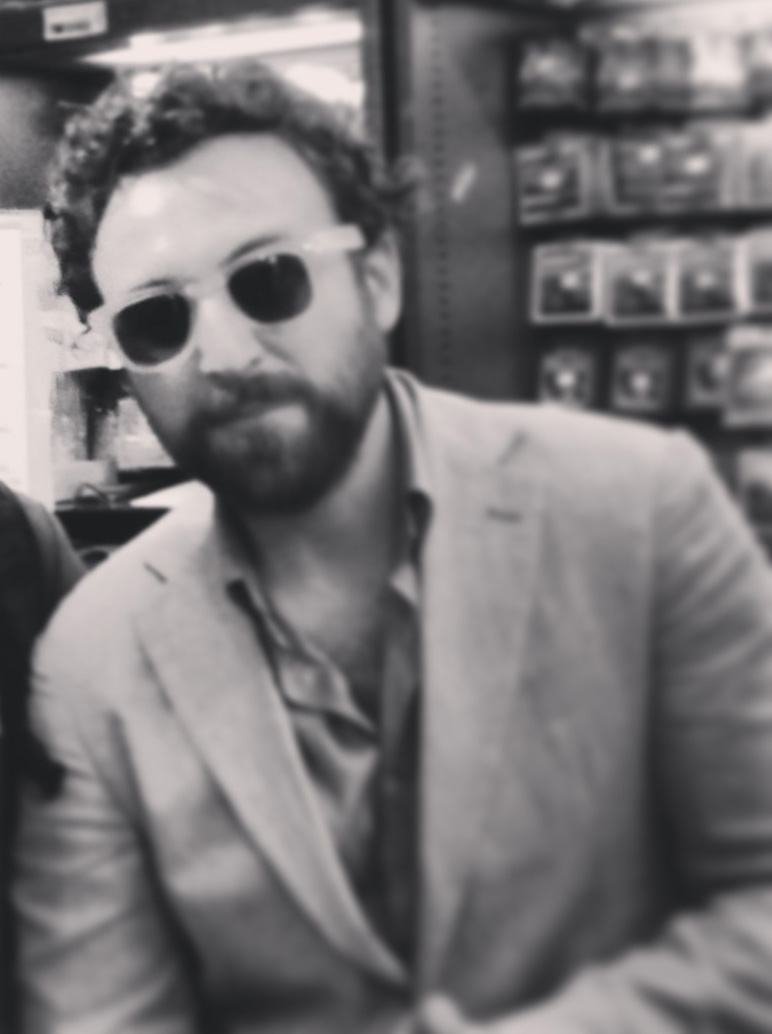
Dargen D'Amico durante una tienda en Milán en 2013.

Su cuarto álbum se titula Nostalgia istantanea y fue lanzado el 1 de junio de 2012. El álbum contiene solo dos canciones, la canción principal y Variazioni sul tema nostalgia istante, que duran 18 y 20 minutos respectivamente. La música y la letra fueron escritas y compuestas por D'Amico, con la participación del cantante y pianista napolitano Emiliano Pepe en la composición del primer tema. El 10 de agosto de 2012 publicó en su canal de YouTube el videoclip de la canción principal, en el que se muestra la creación de un retrato de Lucio Dalla, artista que le influyó y que falleció unos meses antes. También colabora con Max Pezzali en el álbum Hanno ucciso l'Uomo Ragno 2012 revisitando el tema del mismo nombre.
El 8 de noviembre de 2012 D'Amico anunció la preparación de su quinto álbum de estudio, titulado Vivere aiuti a non morire, cuyo lanzamiento estaba previsto para finales de abril de 2013. En el post sacado de su web, afirma que el primer sencillo lanzado sería Un fan en Basilicata (Almeno), sin embargo esta canción nunca fue lanzada como tal sino que estuvo disponible para descarga gratuita el 16 de abril. El 26 de febrero de 2013 se lanzó el primer sencillo del álbum, Continua a correre, creado en colaboración con Andrea Nardinocchi y acompañado por el videoclip relacionado dos días después. El álbum de Fedez Sig. Brainwash - L'arte di accontentare, en el que D'Amico aparece en la canción Ragazza sbagliata. El 12 de marzo de 2013 se lanzó el segundo sencillo Siamo tutti uguali, creado con Andrea Volontè; El vídeo musical relacionado fue lanzado una semana después. El tercer sencillo L'amore a modo mio, se lanzará el 26 de marzo, con la participación de J-Ax; El vídeo fue lanzado tres días después exclusivamente en Deejay TV. El vídeo de la canción Un fan en Basilicata (al menos) fue lanzado el 16 de abril.
Desde el 19 de abril presenta durante dos semanas el programa de radio One Two One Two en Radio Deejay. El 30 de abril salió a la venta el álbum Vivere aiuti a non morire, en tres ediciones diferentes: estándar, digital en iTunes Store (que contiene algunas canciones inéditas) y limitada, que también contiene algunas canciones inéditas y unas gafas de sol diseñadas por el propio Dargen. Entre las diversas colaboraciones presentes en el álbum, se encuentran las de Enrico Ruggeri, J-Ax, Andrea Nardinocchi, Fedez, Max Pezzali, Andrea Volontè, el grupo Perturbazione, Michele Lily (cantante de Mondo Records de Mondo Marcio) y los Two Fingerz.
En 2013 formó parte del jurado de Area Sanremo, el concurso dirigido a jóvenes de hasta 36 años que deseen participar en el Festival. En 2014 D'Amico participó en el documental Numero zero - Alle origini del rap italiano .

### D'io(2014-2015)
A partir de octubre de 2014, publica semanalmente algunas canciones inéditas, que luego fueron incluidas en un álbum titulado L'ottavia, este último publicado el 2 de diciembre de 2014 en exclusiva en Amazon.com dentro de la edición de lujo del sexto álbum de estudio, titulado D'io y lanzado el 3 de febrero de 2015 por Universal Music Group. El lanzamiento de este último álbum fue precedido por los sencillos Amo Milano y La mia generazione, lanzados respectivamente el 12 de diciembre de 2014  y el 23 de enero de 2015.
Posteriormente, L'ottavia estuvo disponible por separado en formatos de vinilo y descarga digital en 2018.

### Variazioni(2017)
El 31 de marzo de 2017 se lanzó Variazioni, realizada en colaboración con la pianista italiana Isabella Turso. Precedido por los singles Le Squadra y L'altra, según D'Amico uno de los objetivos del proyecto era hacer «un álbum como se hacía antes, entrar en el estudio con los músicos y ver nacer, crecer y madurar las canciones», añadiendo además que el álbum «cierra el círculo con su pasado musical», iniciado con Musica senza musicali.

### OndagrandayBir Tawil(2019-2021)
En mayo de 2019 se lanzó el álbum Ondagranda, coescrito con Emiliano Pepe.
Desde marzo de 2020, narra la primera temporada del CRTFD Podcast. En julio participó junto a Fedez en el remix del single Roses de Saint Jhn; D'Amico afirmó que la versión inicialmente realizada también incluía una adaptación del coro en italiano, sin embargo ésta fue rechazada por el sello discográfico. En diciembre lanzó su noveno álbum Bir Tawil, precedido por los sencillos La vocina nella testa, Abbastanza, Ma non era vero y Jacopo.
Con motivo del Festival de San Remo 2021, el rapero trabajó como autor de las canciones Dieci de Annalisa y Chiamami per nome de Francesca Michielin y Fedez.

### Nei sogni nessuno è monogamoyCiao America(2022-presente)

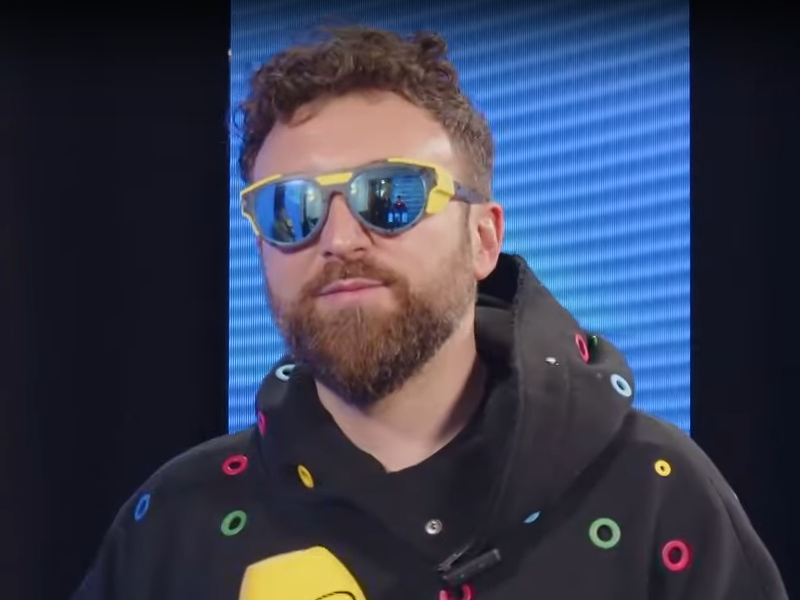
Dargen D'Amico en el Festival de San Remo 2024.

En 2022 vuelve a participar en el Festival de San Remo, esta vez debutando como concursante, con la canción Dove si balla . El 4 de marzo de 2022 saldrá su décimo álbum Nei sogni nessuno è monogamo, mientras que el 15 de junio publicará el inédito Ubriaco di te . Desde septiembre de 2022 es uno de los cuatro jueces de la 16ª edición de X Factor.
Presenta Karaoke Night, un programa de talentos de canto que se lanzará en Prime Video en enero de 2024.
El undécimo álbum Ciao America se lanzará el 2 de febrero, sólo en versión digital. Unos días después participó en el Festival de San Remo 2024 con la canción Onda alta, que alcanzó el puesto 20 en la noche final.

## Influencias musicales
Dargen D'Amico menciona a Franco Battiato, Enzo Jannacci y Lucio Dalla entre sus principales influencias. En particular, es un gran fan de Dalla, citándolo en el video musical de Nostalgia istantanea (en el que se hace una de sus pinturas) y en la canción Come l'Italia e San Marino, en la que canta "Ciertamente no será un álbum que corrija el mundo, Dios no escucha el gospel. Y ciertamente no será el mío, si Dalla no lo ha cambiado con Come è profondo", refiriéndose al álbum del artista de Bolonia titulado Come è profondo il mare.

## Discografía

### Como solista
Álbumes de estudio
- 2006 – Musica senza musicisti
- 2008 – Di vizi di forma virtù
- 2011 – CD'
- 2012 – Nostalgia istantanea
- 2013 – Vivere aiuta a non morire
- 2015 – D'io
- 2017 – Variazioni (con Isabella Turso)
- 2019 – Ondagranda (con Emiliano Pepe)
- 2020 – Bir Tawil
- 2022 – Nei sogni nessuno è monogamo
- 2024 – Ciao America

Colecciones
- 2018 – L'ottava

### Con las Sagradas Escuelas
- 1999 – 3 M's al cubo

### Con Macrobiotics
- 2011 – Balerasteppin